# Космические спасатели
«Космические рейнджеры» — фантастический телевизионный сериал 1993 года.

## Сюжет
Действие сериала происходит в 2104 году. Маленькая земная колония Форт Хоуп (англ. Fort Hope, форт надежды) на отдалённой планете Аваллон борется за своё выживание. Первая, последняя и единственная линия обороны, защищающая колонистов от преступности и прочих опасностей межзвёздного пространства — небольшой корпус Космических Рейнджеров. Героями сериала являются капитан Джон Бун и его отряд рейнджеров, который приписан к кораблю-перехватчику (англ. Slingship) № 377.
Основную угрозу для космических колонистов представляют баньши — хищники, обитающие в гиперпространстве. Телепортируются на борт корабля, когда тот передвигается со световой скоростью. Крайне агрессивны, способны издавать сверхзвуковой шум, парализующий людей. Обычно помещают свои жертвы в органический кокон и уносят в свой улей, расположенный в гиперпространстве.

## Персонажи
Капитан Джон Бун (Джефф Кааке) — опытный полицейский, на все вылеты берёт с собой в качестве талисмана серебряный доллар XX века. У Буна проблемы в личной жизни — его жена и дочь решили вернуться на Землю, с тех пор капитан живёт на Аваллоне один.
Док Крюгер (Джек МакГи) — бортинженер. В прошлом перенёс тяжёлое ранение и теперь его тело в большей мере электромеханическое, чем живое. Крюгер вырос, постоянно мотаясь на отцовском корабле с планеты на планету, и не мыслит себе жизни без космических полётов, поэтому постоянно подкупает официальные лица, собирающиеся списать его в запас из-за его возраста. На боевых вылетах обожает слушать хард рок, который называет «музыкой мёртвых».
Джоджо Торсен (Марджори Монахан) — пилот корабля. Высокая, белокурая, независимая и взрывная, родом из колонии на Новой Венере. Джоджо — лучший пилот во всем корпусе Рейнджеров, беззаветно преданна своей команде. Перед вылетом часто пьёт крепчайший кофе, иногда это отражается на пилотировании. Ненавидит баньши.
Зайлан (Кэри-Хироюки Тагава) — воин-монах с планеты Граака, один из четырёх представителей этой планеты в корпусе рейнджеров. Имеет эмпатические способности — может читать ярко окрашенные мысли. Зайлан носит специальный «умиротворяющий» ошейник, который подавляет его агрессивные наклонности, снимает его только когда бой неизбежен.
Дэниэль Кинкэйд (Дэнни Куинн) — новобранец в отряде капитана Буна, сын генерала с Земли. Команда часто называет его «бэк-вокалом», в бою Дэниель обычно работает в группе огневой поддержки.
Доктор Миммер (Клинт Ховард) — начальник медицинской службы Форта Хоуп, по совместительству выполняет обязанности судебно-медицинского эксперта. Чрезвычайно болтлив, из-за чего никто не способен выдерживать его общество достаточно продолжительное время.
Командующая фортом Шэнно (Линда Хант) — официальное должностное лицо, глава Форта Хоуп. Несмотря на звание, эта женщина больше всего думает не о военных операциях, а о благе колонии, походя скорее не на командира, а на «мать-наседку», для которой главное — безопасность форта и его обитателей.
Полковник Эрих Вайс (Готтфрид Йон) — второй по рангу человек в Форте Хоуп. В силу нераскрытых обстоятельств был назначен переведён с «тёплого местечка» на Земле на Аваллон. Постоянно выдвигает предложения по «улучшению» рейнджерской службы, но рейнджеры приграничных колоний не очень жалуют штабных с Земли, в результате его усилия ничем не заканчиваются.

## Список эпизодов
1. «Fort Hope» (пилотный выпуск)
2. «Banshees»
3. «The Replacements»
4. «To Be Or Not To Be»
5. «The Trial»
6. «Death Before Dishonor»